# Black Infinity
Black Infinity – wietnamski zespół wykonujący melodic death metal/gothic metal. Został założony w 2006 roku w Sajgonie.

## Obecny skład zespołu
- Nguyễn Tiến Hưng – wokal, bas, keyboard
- Nguyễn Tiến Mẫn (Tiger Nguyễn) – gitary
- Đặng Thái Sơn – gitary
- La Cẩm Mãn – keyboard
- Phạm Hoàng Mỹ – perkusja
- Tiger Vũ – gitara basowa

Studyjni członkowie:
- Nguyễn Hữu Văn – perkusja
- Nguyễn Tiến Thịnh – wokal, perkusja

Byli członkowie
- Lê Minh Đức – gitary
- Tim Duong – perkusja

## Dyskografia
- Sorrow Burned (demo, 2006)
- The Widow (singel, 2006)
- Apocalyptic (EP, 2007)
- No.666 (EP, 2008)
- In Death We United - Vol. 1 (split, 2008)
- 666 Metal (Album, 2009)